# Тедженский уезд
Тедженский уезд (до 1890 — Тедженский округ) — административная единица в составе Закаспийской области, Туркменской области и Туркменской ССР, существовавшая в 1884—1925 годах. Центр — город Теджен.

## История и административное деление
Тедженский округ в составе Закаспийской (с 1921 — Туркменской) области был образован в 1884 на новоприсоединённых к России территориях. В 1890 округ был преобразован в уезд. В 1891 году в уезд были переданы 2 приставства: Серахское из Мервского уезда и Атекское из Асхабадского. В 1917 году приставства стали именоваться участковыми комиссариатствами.
В 1919 году участковые комиссариатства были упразднены. Образовано 3 района:
- Гинцбургский
- Серахский
- Тедженский

В апреле 1920 районы были преобразованы в волости.
В октябре 1924 года Тедженский уезд был включён в состав Туркменской ССР, а в декабре того же года стал частью Мервского округа. В январе 1925 года уезд был упразднён, а на его территории созданы районы.

## Население
По данным переписи 1897 года в уезде проживало 48,7 тыс. чел. В том числе туркмены — 82,0 %; великороссы — 7,9 %; персы — 4,1 %; малороссы — 1,6 %; поляки — 1,1 %. В уездном городе Серахсе проживало 1520 чел., в заштатном Теджене — 382 чел., Каахке — 701 чел.